# 바주카
바주카(bazooka)는 휴대용 대전차 로켓탄 발사기로 제2차 세계 대전 중에 개발된 대전차용 보병 화기이다. 
이름의 유래는 당시 엉터리 이종격투기 선수 "밥 반스"의 소도구와 매우 닮았다고 하여 붙여졌다. 
북아프리카 전선에서 독일군에게 노획되어, 팬저슈렉을 탄생시키기도 할 정도로 좋은 성능을 보여준 중화기로 한국 전쟁에서도 사용되었다.

## 역사
고다드가 제안한 견착식 로켓포에서 발전되었다. 
제1차 세계대전 중에 테스트되었으나, 주목을 받아 실전에 사용된 것은 제2차 세계대전 때이다.
2020년 기준으로, 미군은 스웨덴 사브의 AT4를 사용한다. 
바주카포하고 제원이 거의 동일하고, 한개에 2천만 원, 로켓은 60만원이다. 
반면에 러시아, 아랍 등에서는 RPG-7을 사용하며, 바주카포하고 제원이 거의 같다. 
전투중에 적군의 RPG-7가 발사되면 미군은 "R.P.G.!!!!" 라고 크게 소리쳐서 아군들에게 대피하라고 긴급히 전파하면서, 자신도 숨는다.

## 한국전쟁
1950년 9월 15일, 인천상륙작전으로 월터 C. 모니건 주니어(en:Walter C. Monegan Jr.) 일병은 제1해병사단 (미국) 1연대 F중대 소속의 3.5인치 로켓포(이른바 슈퍼바주카포) 사수로 한국에 발을 딛자마자 실전에 투입됐다. 
20세의 모니건 일병은 고작 6일동안 한국전쟁에 투입되어, 전사했다. 
북한군 T-34 전차를 슈퍼바주카포로 3대 파괴한 뒤, 4번째 공격을 하다가 전차의 기관포에 맞아 사망했다. 
그는 처음 발을 디뎠던 인천에 묻혔다가 1951년 미국 버지니아주 알링턴 국립묘지로 이장됐다. 
그리고 미군 최고의 영예인 무공훈장인 명예훈장(Medal of Honor)을 받았다. 
2020년에도 그의 기념비가 한국에 세워지지 않아서, 세워야 한다는 주장이 있다.

## 변형

### M1A1
1942년 6월 리스 기드덴스에 의해 소개되었으며, 전기 시스템이 개량되고 신뢰성이 향상되었다.
- 길이: 137 cm(50 인치)
- 구경: 60 mm(2.36 인치)
- 중량: 6.8 kg
- 탄두: M6A1 shaped charge(1.59 kg)
- 인원: 두 명(탄약수, 사수)
- 사정 거리
  - 최대사거리: 365 m(400 야드)
  - 유효사거리: 135 m(150 야드)

### M9
1943년 M1A1에서 개량된 M9 "바주카"로 대체되었고, 얼마 지나지 않아 다시 혼자서도 쏠 수 있는 M9A1 "바주카"로 개량되었다. 
M9A1은 두 조각으로 쪼개어 쉽게 운반할 수 있었다.
- 길이:  1,550 mm(61 인치)
- 구경: 60 mm(2.36 in)
- 중량: 15.95 lb
- 탄두: M6A3/C shaped charge(3.5 lb)
- 인원: 두 명(탄약수, 사수. M9), 한 명(M9A1)
- 사정 거리
  - 최대사거리: 350~450 m(400~500 야드)
  - 유효사거리: 110 m(120 야드)

### M20

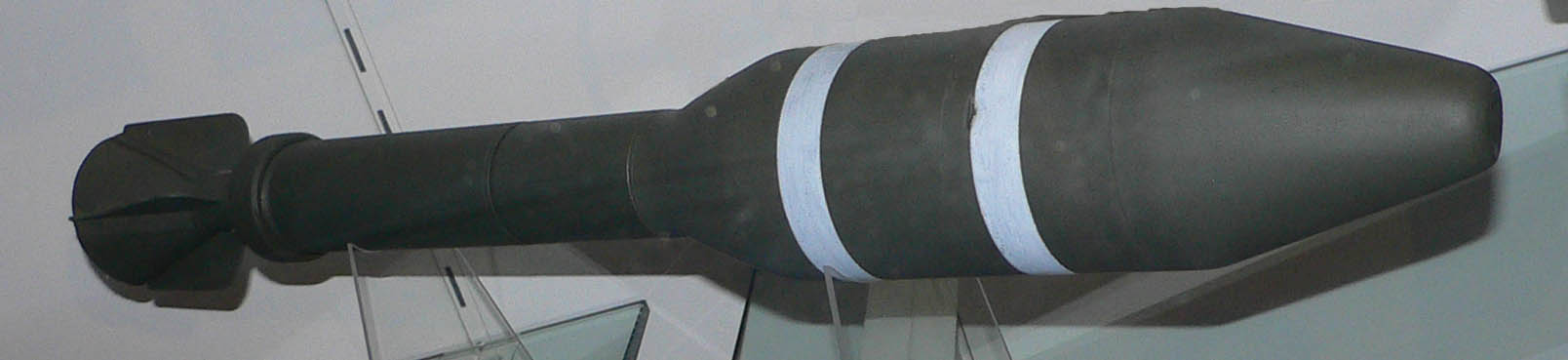
3.5인치 바주카 로켓탄두

한국 전쟁에 접어들어 새로운 T-34 전차는 장갑이 대폭 강화되어, 기존의 M9A1으로는 격파할 수가 없었다.
M20A1 "슈퍼 바주카"를 위한 새로운 89 mm(3.5 인치)구경의 탄두는 200 mm 장갑을 관통할 수 있었고, 사정거리가 150 m 정도 늘어났다.
총열을 알루미늄으로 만들어서 경량화 시키고 부품들을 간략화 한 M20A1B1 "슈퍼 바주카"가 등장하였고, M20A1을 대체하였다.
- 길이: 1,524 mm(60 인치, 조립했을때)
- 구경: 89 mm(3.5 인치)
- 중량 (비 장전시): M20A1: 6.4 kg, M20A1B1: 5.9 kg
- 탄두: M28A2 HEAT(9 lb) 또는 T127E3/M30 WP(8.96 lb)
- 인원: 두 명(탄약수, 사수)
- 사정 거리
  - 최대 사거리: 823 m(900 아드)
  - 유효 사거리: 275 m(300 야드), 185 m(200 야드)

## 같이 보기
- 팬저슈렉
- 로켓 추진 유탄
- 한국형 대전차 로켓